# Antal Attila (politológus)
Antal Attila (Kecskemét, 1985. február 21. –) magyar jogász és politológus.

## Tanulmányok
A Kecskeméti Piarista Gimnázium tanulója volt. 2008-ban szerzett jogi diplomát az Eötvös Loránd Tudományegyetem Állam- és Jogtudományi Karán, 2010-ben pedig közpolitikai szakértőként végzett a Budapesti Corvinus Egyetem Társadalomtudományi Karán a Századvég Politikai Iskolában. Szakkollégista volt a Szent Ignác Jezsuita Szakkollégiumban. 2017-ben kapott politikatudományi PhD-fokozatot az ELTE ÁJK Politikatudományi Doktori Iskolájában. 2015-ben részt vett a Study of the US Institutes ösztöndíjprogramban, amelyet a University of Massachusettsen töltött Amherstben.

## Szakmai tapasztalatok
2010 óta az ELTE ÁJK oktatója, 2018 óta adjunktus. Korábban az Energiaklub Szakpolitikai Intézet és Módszertani Központ gyakornoka és jogi szakértője. Előbb a Politikatörténeti Intézet ösztöndíjasa, 2016-tól a Társadalomelméleti Műhely koordinátora. 2019 óta oktató és témakiíró az ELTE ÁJK Politikatudományi Doktori Iskolájában.
Számos magyar és angol nyelvű tanulmány szerzője, magyar és nemzetközi konferenciák előadója.
Rendszeresen jelennek meg közéleti írásai és közéleti műsorok résztvevője.

## Kutatási területek
Környezet- és energiapolitika, ökopolitika, ökoszocializmus és ökomarxizmus, környezet- és energiajog, demokráciaelméletek, környezeti demokrácia, civil szervezetek, alkotmányozás, rendszerváltás, populizmus és demokrácia, autokrácia.

## Könyvei (monográfiák és szerkesztett kötetek)
- Parlamenten kívüli alkotmányozás (monográfia, Rejtjel Kiadó, 2010)[16]
- Ökopolitika, ideológia, baloldal (monográfia, L'Harmattan Kiadó, 2015)[17]
- Holtpont. Társadalomkritikai tanulmányok Magyarország elmúlt 25 évéről (szerkesztett kötet Földes Györggyel, Napvilág Kiadó, 2016)[18]
- A civilek hatalma. A politikai tér visszafoglalása (szerkesztett kötet, Noran Libro Kiadó, 2016)[19]
- A populista demokrácia természete. Realizmus és utópia határán (monográfia, Napvilág Kiadó, 2017)[20]
- Mozgalmi társadalom (szerkesztett kötet, Noran Libro Kiadó, 2018)[21]
- Marx… Interpretációk, irányzatok, iskolák (szerkesztett kötet Földes Györggyel és Kiss Viktorral közösen, Napvilág Kiadó, 2018)[22]
- Orbán bárkája. Az autoriter állam és a kapitalizmus szövetsége (monográfia, Noran Libro Kiadó, Progress könyvek, 2019)[23]
- Kérdések és válaszok a rendszerváltásról (szerkesztette: Ripp Zoltán, további szerzők: Botos János, Feitl István, Ripp Zoltán, Takács Róbert, Napvilág Kiadó, 2019)[24]
- Kivételes állapotban. A modern politikai rendszerek biopolitikája (monográfia, Napvilág Kiadó, 2019)[25]
- Neoliberális hegemónia Magyarországon Elemzés és kritika (szerkesztett kötet, Noran Libro Kiadó, 2019)[26]
- The Rise of Hungarian Populism: State Autocracy and the Orbán Regime (angol nyelvű monográfia, Emerald Publishing, 2019)[27]
- Chicago a Dimitrov téren. Neoliberalizmus és Kádár-rendszer; Napvilág, Budapest, 2021

## Család
Nős, három gyermek édesapja.